# Pycnonotus erythropthalmos
Pycnonotus erythropthalmos е вид птица от семейство Pycnonotidae. Ендемична е за Югоизточна Азия. Видът е незастрашен от изчезване.

## Разпространение
Разпространен е в Бруней, Индонезия, Малайзия, Мианмар, Тайланд и Виетнам.